# Рибейро (комарка)
Рибейро (исп. Comarca del Ribeiro,  галис. Comarca do Ribeiro)  — район (комарка) в Испании, входит в провинцию Оренсе в составе автономного сообщества Галисия.

## Муниципалитеты
1. Арнойя
2. Авион
3. Беаде
4. Карбальеда-де-Авиа
5. Кастрело-де-Миньо
6. Сенлье
7. Кортегада
8. Лейро
9. Мелон
10. Рибадавиа